# Saitis graecus
Saitis graecus is een spinnensoort in de taxonomische indeling van de springspinnen (Salticidae).
Het dier behoort tot het geslacht Saitis. De wetenschappelijke naam van de soort werd voor het eerst geldig gepubliceerd in 1905 door Wladislaus Kulczynski.